# Thymidinetrifosfaat
Thymidinetrifosfaat of TTP is een desoxyribonucleotide die is opgebouwd uit het nucleobase thymine, het monosacharide desoxyribose en drie fosfaatgroepen.

## Biochemische functies
Thymidinetrifosfaat wordt gebruikt in de synthese van DNA, zowel in de biosynthese (in vivo) als in de laboratoriumsynthese (polymerase-kettingreactie). Daarbij wordt een pyrofosfaatmolecule afgesplitst en het ontstane thyminemonofosfaat wordt in het DNA ingebouwd.